# Atletisme als Jocs Olímpics d'estiu de 1900 - triple salt masculí
El triple salt masculí va ser una de les proves d'atletisme que es va dur a terme als Jocs Olímpics de París de 1900. El triple salt es va disputar el 16 de juliol de 1900 i hi prengueren part tretze atletes representants de sis països.

## Medallistes
| Or             | Plata          | Bronze        |
| Myer Prinstein | James Connolly | Lewis Sheldon |

## Rècords
Aquests eren els rècords del món i olímpic que hi havia abans de la celebració dels Jocs Olímpics de 1900.
| Rècord del Món | 15,26 metres (*) | Matthew Roseingreue | Gort (GBR)   | 15 d'agost de 1895     |
| Rècord Olímpic | 13,71 metres     | James Connolly      | Atenes (GRE) | 6 d'abril de 1896 (CG) |

(*) no oficial
Myer Prinstein va establir un nou Rècord Olímpic amb 14,47 metres

## Resultats
Prinstein va derrotar el vigent campió de la comptetició, Connolly, que acabà segon. Es desconeixen la majoria de les distàncies obtingudes pels saltadors, així com les posicions exactes a partir del sisè.
| Posició | Atleta            | Distància   |
| ------- | ----------------- | ----------- |
| Or      | Myer Prinstein    | 14,47 m     |
| Plata   | James Connolly    | 13,97 m     |
| Bronze  | Lewis Sheldon     | 13,64 m     |
| 4       | Patrick Leahy     | desconeguda |
| 5       | Albert Delannoy   | desconeguda |
| 6       | Alexandre Tuffèri | desconeguda |
| 7-13    | Daniel Horton     | desconeguda |
| 7-13    | Frank Jarvis      | desconeguda |
| 7-13    | Pál Koppán        | desconeguda |
| 7-13    | Erik Lemming      | desconeguda |
| 7-13    | John McLean       | desconeguda |
| 7-13    | Karl Staaf        | desconeguda |
| 7-13    | Waldemar Steffen  | desconeguda |